# Zhuang dao zheng
Zhuang dao zheng (小姐撞到鬼, também conhecido como 撞到正) é um filme de comédia produzido no Honguecongue, dirigido por Ann Hui e lançado em 1980.